# Четверта французька республіка

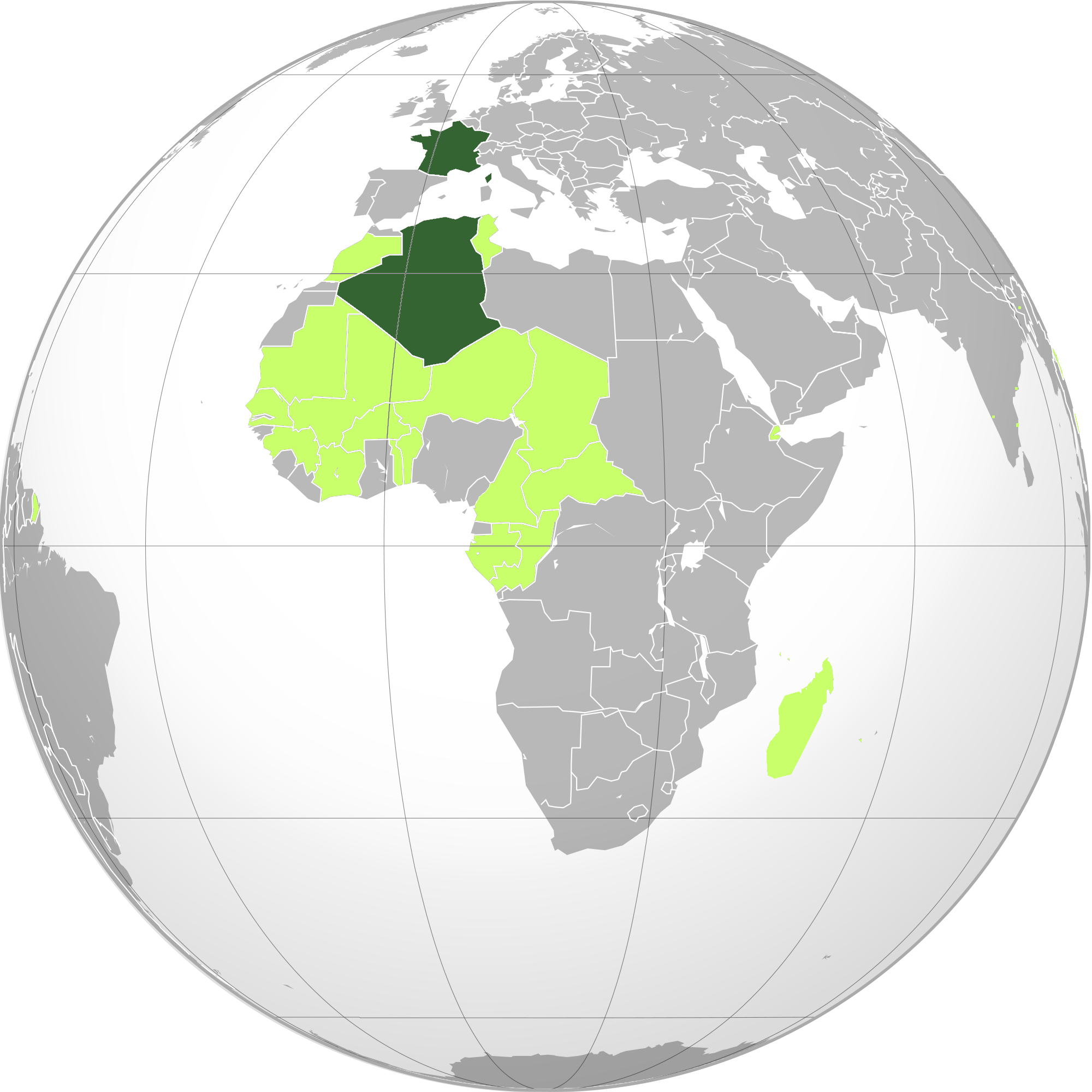
Четверта республіка та її колонії

Четверта французька республіка (фр. Quatrième République française), офіційна назва — Францу́зька Респу́бліка (фр. République française, МФА: /ʁe.py.blik fʁɑ̃.sɛz/ⓘ) — період французької історії з 1946 по 1958. Конституція була прийнята 13 жовтня 1946 року обраними у тому ж році Установчими зборами, близька до Конституції Третьої республіки, яка характеризувалася наявністю парламентського ладу, слабкою владою президента республіки.

## Ознаки періоду
Період ознаменований розпадом французької колоніальної імперії, війнами в Індокитаї, потім у Північній Африці. Франція стала однією із засновниць ООН, вступила в НАТО, в європейські структури, що народжувалися на зразок Союзу вугілля і сталі. У внутрішній політиці — період сильної нестабільності після війни, посилення впливу комуністів (початок періоду) і вкрай правих (кінець періоду). Початок економічного зростання («Славне тридцятиріччя») супроводжувалося неконтрольованою інфляцією. Часто мінялися так звані «примарні уряди» (зазвичай по 2-3 відставки прем'єр-міністрів на рік).

## Криза республіки і реформа де Голля
У 1958 році на хвилі алжирської кризи до влади прийшов Шарль де Голль, який провів на посаді прем'єр-міністра конституційну реформу, згідно з якою встановлювалася президентська республіка. У жовтні 1958 року нова конституція була ухвалена на референдумі, і в листопаді чинний президент Коті підписав її. Цим завершилася історія Четвертої республіки і почалася П'ята республіка; в грудні того ж року де Голль був обраний президентом.

## Персоналії
Президентами республіки були Венсан Оріоль (1947–1954) і Рене Коті (1954–1959). Інші помітні політичні фігури: прем'єр-міністри Рене Плевен (двічі), Гі Молле (1956–1957); Антуан Піне, Робер Шуман, П'єр Пфлімлен.

## Список прем'єр-міністрів
| Прем'єр-міністрів   | Прихід до влади   | Партія                                            |
| ------------------- | ----------------- | ------------------------------------------------- |
| Поль Рамадьє        | 22 січня 1947     | Section française de l'Internationale ouvrière    |
| Робер Шуман         | 24 листопада 1947 | Mouvement républicain populaire                   |
| Андре Марі          | 26 липня 1948     | Radicaux                                          |
| Робер Шуман         | 5 вересня 1948    | MRP                                               |
| Анрі Кей            | 11 вересня 1948   | Radicaux                                          |
| Жорж Бідо           | 28 жовтня 1949    | MRP                                               |
| Анрі Кей            | 2 липня 1950      | Radicaux                                          |
| Рене Плевен         | 12 липня 1950     | Union démocratique et socialiste de la Résistance |
| Анрі Кей            | 10 березня 1951   | Radicaux                                          |
| Рене Плевен         | 11 серпня 1951    | UDSR                                              |
| Едгар Фор           | 20 січня 1952     | Radicaux                                          |
| Антуан Піне         | 8 березня 1952    | Centre national des indépendants et paysans       |
| Рене Маєр           | 8 січня 1953      | Radicaux                                          |
| Жозеф Ланьєль       | 27 червня 1953    | CNIP                                              |
| П'єр Мендес-Франс   | 18 червня 1954    | Radicaux                                          |
| Едгар Фор           | 23 лютого 1955    | Radicaux                                          |
| Гі Молле            | 31 січня 1956     | SFIO                                              |
| Моріс Буржес-Монурі | 12 червня 1957    | Radicaux                                          |
| Фелікс Гайяр        | 6 листопада 1957  | Radicaux                                          |
| П'єр Пфлімлен       | 13 травня 1958    | MRP                                               |
| Шарль де Голль      | 1 червня 1958     | UNR                                               |

## Нотатки
1. ↑  виключаючи Ельзас-Мозель